# قیام اندیجان

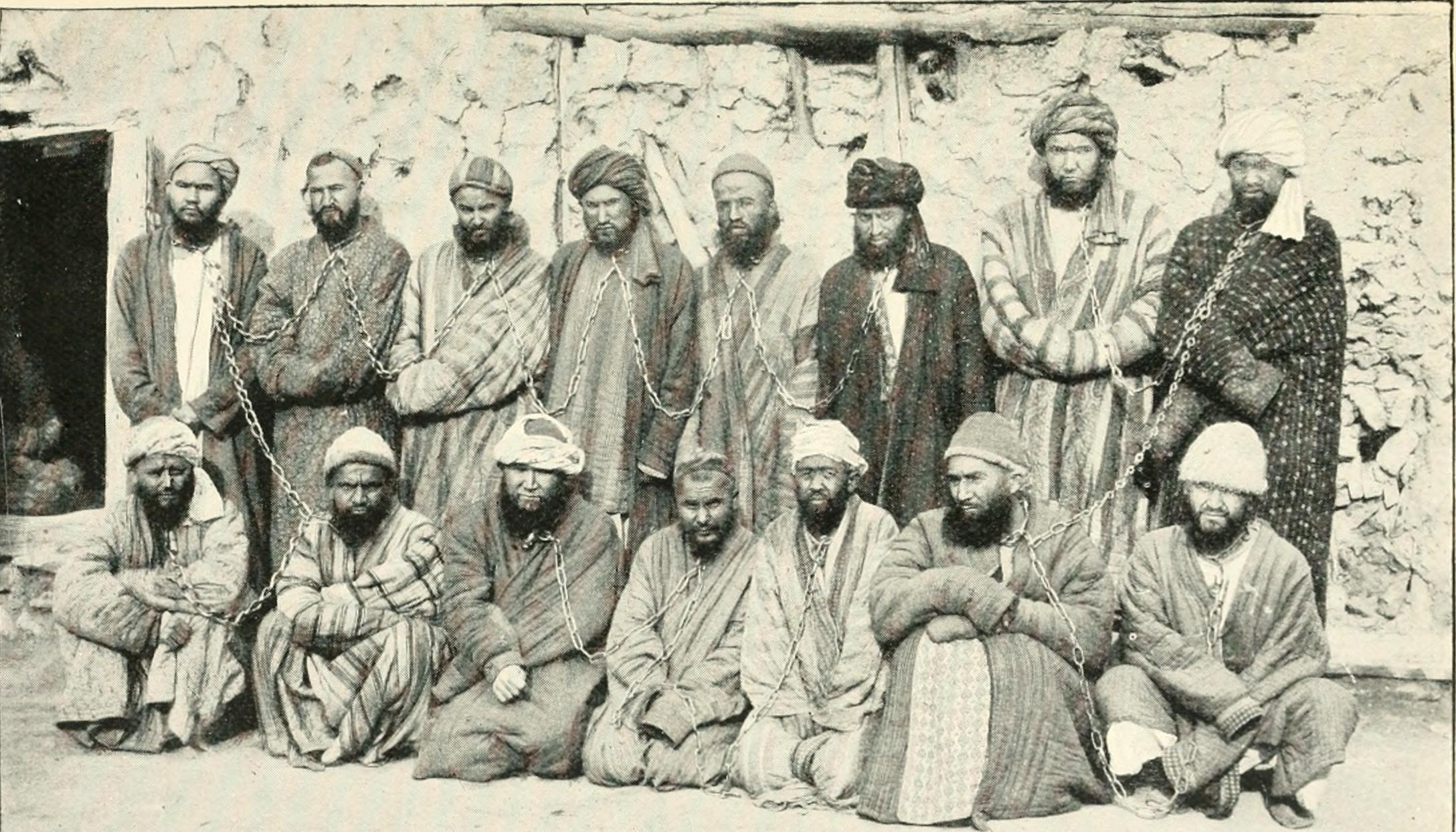
تعدادی از شرکت‌کنندگان در قیام اندیجان که دستگیر شده‌اند.

قیام اندیجان (به قرقیزی: Анжияндагы көтөрүлүш) شورشی بود که در ۲۹ مه [سبک قدیمی: ۱۷ مه] ۱۸۹۸ در اندیجان (امروزه واقع در ازبکستان) اتفاق افتاد. حدود ۱۵۰۰ مرد مسلح به نیروهای روسی در اندیجان (قبلاً بخشی از خانات خوقند) به رهبری شیخ صوفی نقشبندی «دوکچی ایشان» (محمدعلی مدعلی) (۱۸۵۶–۱۸۹۸) حمله کردند. شورشیان اردوگاه را محاصره و سربازان گردان ۲۰ روسیه را غافلگیر کردند. با این حال، نیروهای روسی به سرعت تجدید قوا کردند و توانستند شورشیان را شکست بدهند. این قیام حدود ۱۵ دقیقه طول کشید.
۲۲ سرباز روسی کشته و ۱۶ نفر زخمی شدند. حملات دیگری به‌طور همزمان در مارگیلان و اوش انجام شد. هجده شرکت کننده از جمله رهبر اعدام شدند. ۵۴۶ شورشی دستگیر شدند و ۳۵۶ نفر به کار اجباری یا تبعید به سیبری محکوم شدند (۱۶۳ نفر آزاد شدند). تصور می‌شد که رهبر شورشیان از طرف امپراتوری عثمانی تحریک بدین کار شده‌است (اما مدارک نادرست بود)، و او را یک روز قبل از شورش خان اعلام کردند.
اکثریت شورشیان قرقیز بودند که در سال ۱۸۷۵ علیه محمد خدایارخان (که در سالهای ۱۸۴۵–۱۸۵۸، ۱۸۶۲–۱۸۶۳ و ۱۸۶۷–۱۸۷۵ سلطنت کرد) شورش کردند و نقش بزرگی در فروپاشی خانات داشتند.
ادوارد دنیس سوکول می‌گوید که اگرچه این ماجرا ممکن است در نگاه اول بی‌اهمیت به نظر برسد، اما در واقع نارضایتی گسترده از حکومت تزاری در آسیای مرکزی را نمایش داد.

## انگیزه‌ها
وقتی از رهبر شورش پرسیدند چرا قیام کرد، انگیزه‌هایش را اینگونه توضیح داد:
- پس از فتح منطقه توسط روسها، اخلاق مردم عوض شده‌است.
- عدم رعایت احکام شریعت اسلام
- این که دولت روس هر چند در روابط خود با بومیان ملایم بود، حج را ممنوع کرد
- لغو زکات توسط روس‌ها
- دست بردن روس‌ها در قوانین وکوف